# 马森 (解放军)
马森（1919年—2017年8月27日），曾用名马登升、马升，山西省孝义县人。中国人民解放军将领。

## 生平

### 民国时期
1937年，参加八路军，1938年，加入中国共产党。抗日战争时期，任八路军115师军政干部学校学员，八路军总部随营学校学员，抗日军政大学第4期2大队学员，军委2局谍报参谋训练班学员。1939年1月，任120师司令部侦察参谋兼侦察干部训练队队长，120师兼晋西北军区司令部侦察科股长，120师兼晋绥军区司令部侦察科副科长、兼谍报参谋训练队队长，陕甘宁晋绥联防军司令部侦察参谋。参加了晋西北战役、百团大战等。1940年夏季反日军扫荡中，率侦察组自兴县大蛇头至二十里铺密4切临视岚县出动的日军独立混成第9旅团，始终保持目测距离，不断向师部报告情况，保征了驻兴县晋西北党政军领导机关安全转移，7月初该敌撤退之际，120师集中358旅、独立第1旅、第3支队、第5支队在二十里铺设伏。1941年春季反扫荡中，率骑兵侦察班在兴县木兰岗村搜索到日军丢失的战役标图，对其行程进行破译，成功与日军交战。
第二次国共内战，任吕梁军区第四军分区副参谋长，晋绥野战军独立第4旅副参谋长，晋绥军区、西北野战军第2纵队独立第4旅副参谋长、参谋长，参加了晋中战役、晋北战役、吕梁战役、汾孝战役、运城战役和陕北战役等。

### 共和国时期
中华人民共和国成立后，任第4师参谋长兼喀什军分区司令部参谋长，第2军兼南疆军区副参谋长，南疆军区参谋长，新疆军区副参谋长。1976年10月至1979年5月，担任乌鲁木齐军区参谋长。1982年10月至1985年8月，担任新疆军区副司令员。1955年，荣获二级独立自由勋章、二级解放勋章，1955年被授予上校军衔，1960年晋升为大校军衔。主编有《八路军第120师暨晋绥军区战史》。2017年8月27日在北京逝世，享年98岁。